# Polystachya epiphytica
Polystachya epiphytica är en orkidéart som beskrevs av De Wild. Polystachya epiphytica ingår i släktet Polystachya och familjen orkidéer. Inga underarter finns listade i Catalogue of Life.